# Mikołaj Spit
Nicolaus Bartholomeus Petrus Spit (ur. 9 marca 1853 w Enkhuizen, zm. 24 maja 1929 w Amersfoort) – biskup Deventer Kościoła Starokatolickiego w Holandii.

## Życiorys
Syn Hendricusa Spita i Geertruidy van der Veer. Absolwent seminarium duchownego w Amersfoort. W 1879 roku otrzymał święcenia kapłańskie. Pracował jako duszpasterz w Amersfoort i Egmond aan Zee. Następnie był proboszczem przy kościele św. Piotra i św. Pawła w Rotterdamie. W 1892 roku został kanonikiem kapituły utrechckiej, a w 1894 roku biskupem Deventer Kościoła Utrechtu. Od 1913 roku pełnił obowiązki dziekana kapituły utrechckiej i dziekana dekanatów Schieland oraz Zuid-Holland. W 1922 roku z powodu kłopotów ze słuchem i wzrokiem wycofał się z życia publicznego i osiadł w Amersfoort gdzie spędził ostatnie lata życia.
Biskup Nicolaus Spit był postacią, która odegrała rolę w rozwoju polskiego ruchu starokatolickiego. W 1907 roku był współkonsekratorem Franciszka Hodura z Polskiego Narodowego Kościoła Katolickiego. W 1909 natomiast był współkonsekratorem Jana Marii Michała Kowalskiego z Kościoła Katolickiego Mariawitów.